# Call It What You Want (bài hát của Taylor Swift)
"Call It What You Want" là một bài hát của nữ ca sĩ-nhạc sĩ người Hoa Kỳ Taylor Swift trong album phòng thu thứ sáu của cô, Reputation (2017). Bài hát được phát hành vào ngày 3 tháng 11 năm 2017 dưới dạng đĩa đơn quảng bá thứ ba từ album.

## Xếp hạng
| Bảng xếp hạng (2017)                            | Vị trí cao nhất |
| ----------------------------------------------- | --------------- |
| Australia (ARIA)                                | 16              |
| Áo (Ö3 Austria Top 40)                          | 43              |
| Canada (Canadian Hot 100)                       | 24              |
| Trường songid là BẮT BUỘC CHO BẢNG XẾP HẠNG ĐỨC | 99              |
| Hungary (Single Top 40)                         | 5               |
| Ireland (IRMA)                                  | 44              |
| Malaysia (RIM)                                  | 13              |
| New Zealand (Recorded Music NZ)                 | 34              |
| Philippines (Philippine Hot 100)                | 27              |
| Bồ Đào Nha (AFP)                                | 65              |
| Thụy Sĩ (Schweizer Hitparade)                   | 96              |
| Anh Quốc (OCC)                                  | 29              |
| Hoa Kỳ Billboard Hot 100                        | 27              |